# Stazione di Machiya
La stazione di Machiya (町屋駅?, Machiya-eki) è una stazione ferroviaria di Tokyo di interscambio, servita dalla metropolitana di Tokyo (linea Chiyoda), dalla linea principale Keisei delle Ferrovie Keisei e da una fermata della tranvia Arakawa.

## Linee

### Treni
- Ferrovie Keisei
  - ● Linea principale Keisei

### Metropolitana
- Tokyo Metro
  -  Linea Chiyoda

### Tram
- Toei
  - ● Linea Toden Arakawa

## Stazioni adiacenti
| «                                 | Servizio                | »                       |
| Linea principale Keisei           | Linea principale Keisei | Linea principale Keisei |
| --------------------------------- | ----------------------- | ----------------------- |
| Shin-Mikawashima                  | Locale                  | Senju-Ōhashi            |
| Tutti gli altri treni non fermano |                         |                         |
| Linea Chiyoda                     |                         |                         |
| Nishi-Nippori                     | Tutti                   | Kita-Senju              |
| Linea Toden Arakawa               |                         |                         |
| Machiya Nichōme                   | -                       | Arakawa Nanachōme       |